# Adrian Sutil
Adrian Sutil (Starnberg, Alemanya, 11 de gener de 1983) és un pilot de curses automobilístiques alemany. Fill de pares uruguaians, però nascut a Starnberg, Alemanya, s'estrenà com a pilot de Fórmula 1 la temporada 2007 i va competir fins a la temporada 2014 de Fórmula 1 amb l'escuderia Sauber F1 Team.

## Trajectòria
Després de dos anys a la Fórmula 3 EuroSeries, on va acabar segon, va ser confirmat com a pilot de l'equip alemany de A1GP.

### Fórmula 1
El gener del 2006 va ser fitxat com a tercer pilot de l'equip de Fórmula 1, MF1 Racing, on compartia el lloc amb el també alemany Markus Winkelhock i Giorgio Mondini.
A la temporada 2007 va ser pilot oficial de l'escuderia Spyker de Fórmula 1, debutant al Gran Premi d'Austràlia de 2007 i a la temporada 2008 va córrer per la nova escuderia Force India, on va estar fins 2011. El febrer de 2013 es va confirmar el seu fitxatge per l'escuderia Force India per disputar la Temporada 2013 de Fórmula 1, i la Temporada 2014 de Fórmula 1 la va disputar amb Sauber, i en 2015 fou pilot de reserva per a Williams.